# Kevin Keegan
Joseph Kevin Keegan, OBE (sinh 14 tháng 2 năm 1951 tại Armthorpe, Doncaster, Anh) là một cựu cầu thủ và huấn luyện viên người Anh,người được coi là một trong những cầu thủ vĩ đại nhất của bóng đá Anh. Ông cũng là cầu thủ Anh duy nhất từng hai lần giành Quả Bóng Vàng trong những năm 1978 và 1979 khi thi đấu cho Liverpool F.C. và Hamburg. Ông được Pelé vinh danh trong FIFA 100

## Danh hiệu

### Cầu thủ
Liverpool
- Football League First Division: 1972–73, 1975–76, 1976–77
- FA Cup: 1973–74
- FA Charity Shield: 1974, 1976
- European Cup: 1976–77
- UEFA Cup: 1972–73, 1975–76

Hamburg
- Bundesliga: 1978–79